# Chenille (lépidoptère)
Pour les articles homonymes, voir chenille.

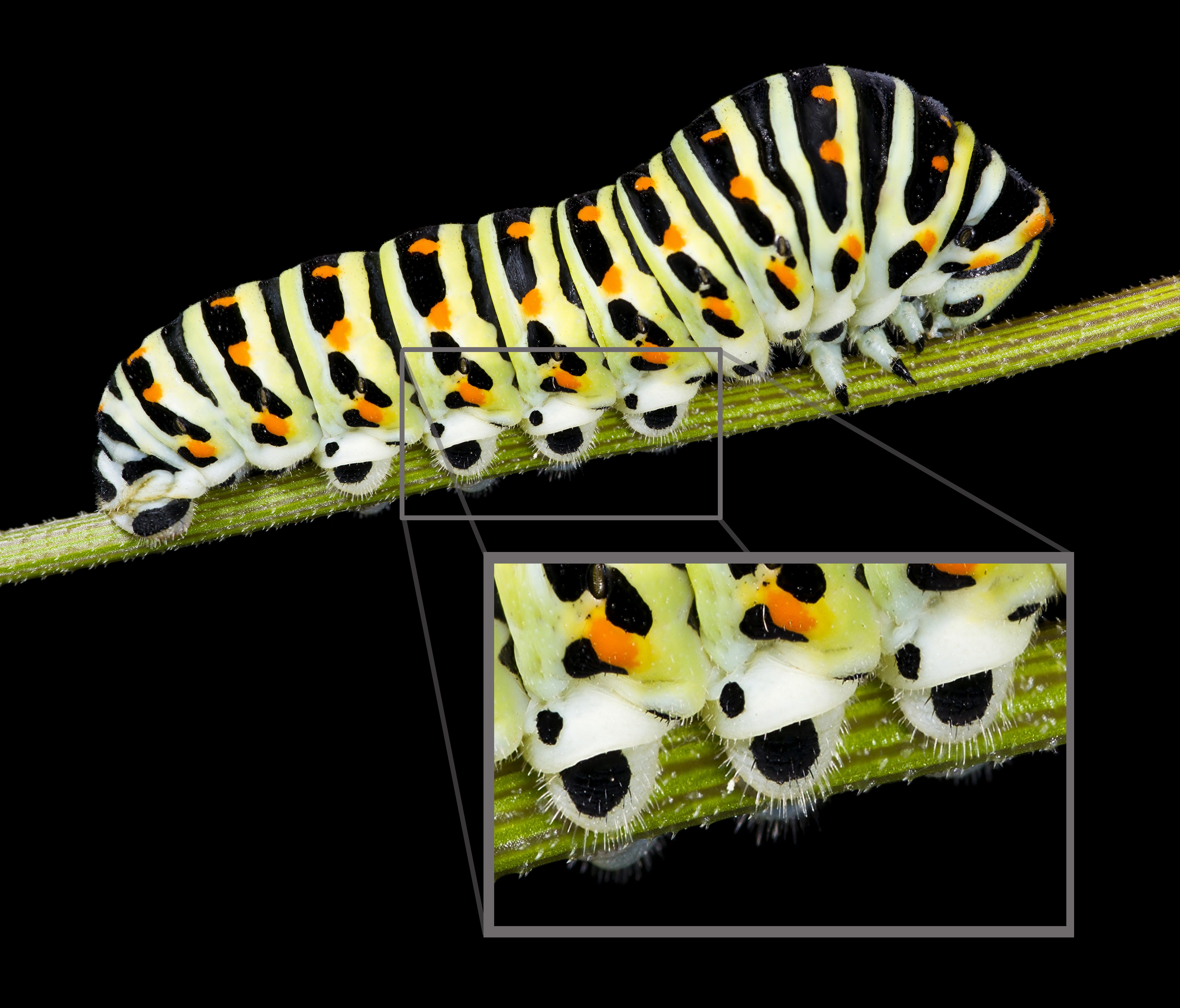
Chenille de Machaon (Papilio machaon) et gros plan sur les fausses pattes.

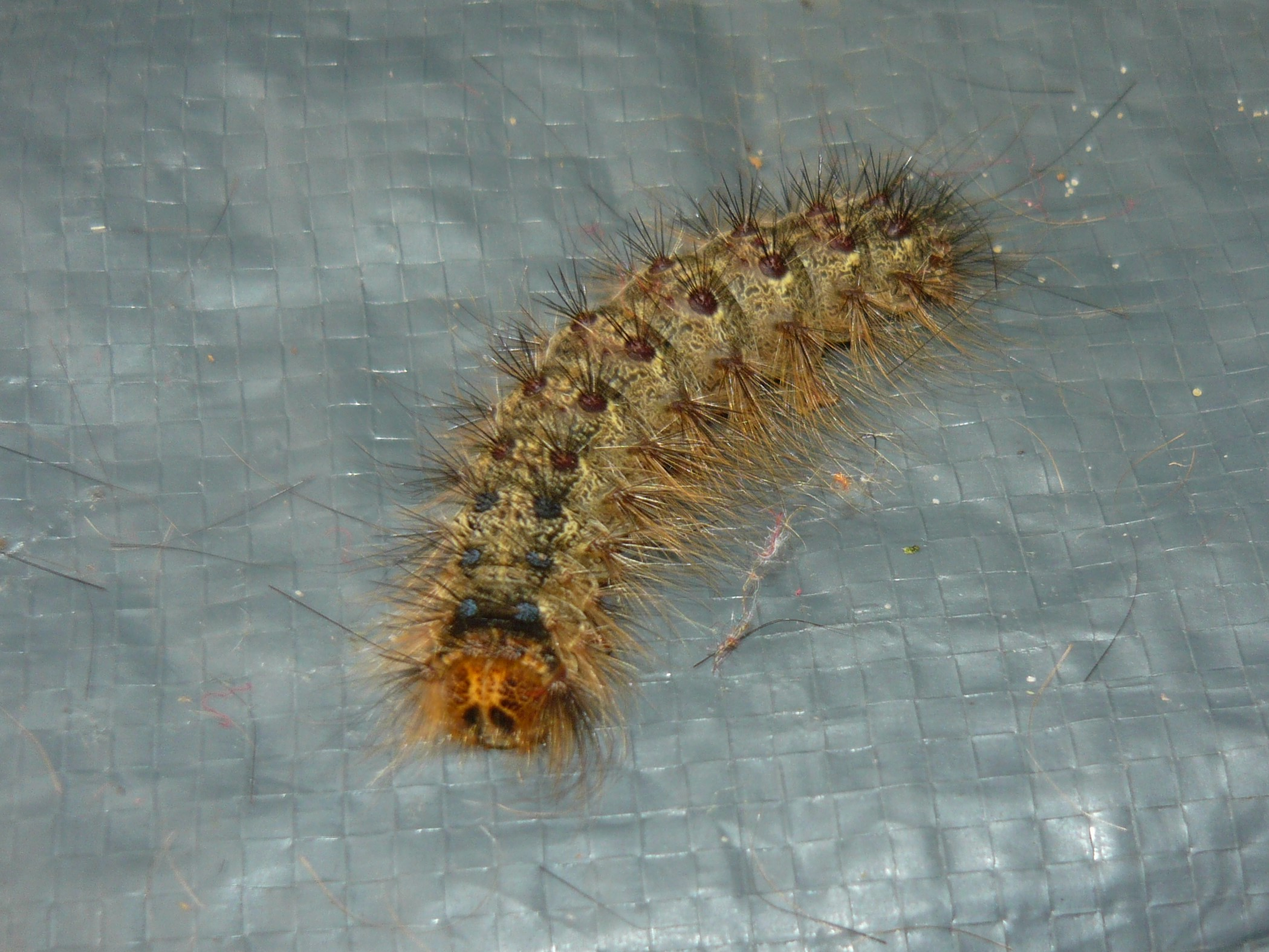
Chenille de 5 cm (Landes).

La chenille est la larve des lépidoptères, c'est-à-dire des insectes dont l'imago est appelé papillon. Les larves de certains hyménoptères qui ressemblent beaucoup à celles des lépidoptères sont appelées fausses-chenilles. 
Parmi les quatre stades de développements successifs du lépidoptère (œuf, chenille, chrysalide, papillon), la chenille est l'un des deux stades mobiles et celui qui assure l'essentiel de la croissance de l'animal, la fonction reproductive étant réservée au papillon.
Le développement de la chenille nécessite plusieurs mues dont la dernière, appelée nymphose, marque le passage au stade de nymphe, appelée chrysalide chez les lépidoptères.
Les chenilles de certaines espèces tissent autour d'elles une structure de soie appelée cocon afin de s'y mettre à l'abri en vue de leur nymphose (le cas le plus célèbre est la chenille de Bombyx mori, appelée ver à soie, fondement de la sériciculture). D'autres chenilles (notamment celles des rhopalocères) se contentent de se fixer à un support par une ceinture de soie qui maintiendra la chrysalide. D'autres encore s'enterrent dans l'humus à faible profondeur, dans une loge plus ou moins soyeuse : c'est le cas de la plupart des sphinx.

## Biologie

1. Tête, 2. Thorax, 3. Abdomen, 4. Segment, 5. Corne post-abdominale, 6. Fausses pattes, 7. Stigmate, 8. Pattes, 9. Pièces buccales

Les chenilles de lépidoptère possèdent un corps métamérisé avec une tête ayant des pièces buccales broyeuses. Les yeux sont réduits à 5 ocelles en arc autour d'une ocelle centrale.
Après la tête, on trouve 13 segments. Les 3 premiers correspondent au thorax. Les 10 suivants constituent l'abdomen.
Les trois segments thoraciques portent chacun une paire de vraies pattes tandis que certains segments abdominaux présentent des fausses pattes munies de crochets, ou de ventouses.
L'appareil respiratoire s'ouvre par une rangée de stigmates sur les flancs des segments.
L'appareil digestif est formé de la bouche, d'un œsophage, d'un jabot, du mésentéron volumineux et d'un intestin postérieur terminé par une ampoule rectale.
L'appareil excrétoire est constitué de tubes de Malpighi (deux groupes de trois se déversant dans un tronc commun). Le système nerveux est formé d'un cerveau et d'une chaîne ganglionnaire ventrale comprenant un ganglion sous-œsophagien, trois ganglions thoraciques et sept abdominaux.
Les chenilles possèdent en outre deux glandes séricigènes (produisant de la soie) tubulaires qui débouchent par un canal unique près des pièces buccales. Deux glandes mandibulaires également tubulaires ont un rôle encore mal connu.
Au cours de sa croissance, qui peut varier de deux semaines à plusieurs mois selon qu'elle hiberne ou non, la larve connaîtra quatre ou cinq mues et pourra également changer de couleur.

## Chenilles comme nourriture

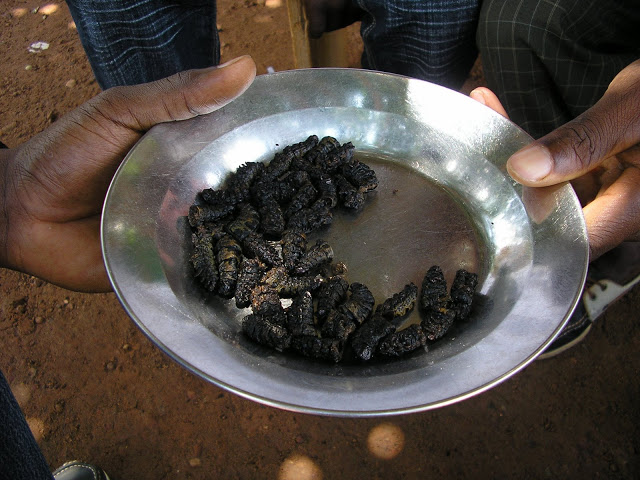
Chenilles grillées

Depuis des millénaires en Afrique du Sud, les peuples de la brousse consomment des larves de papillons de nuit. L'ethnie tswana les prépare bouillies ou grillées. Pour les conserver, elles sont séchées au soleil dans des corbeilles. Avec l'urbanisation et l'exode rural, une industrie s'est constituées dans ce pays pour la mise en conserve de chenilles. Elles sont principalement destinées aux paysans déracinés qui s'entassent dans les banlieues. Dans les faubourgs de Johannesburg, les amateurs de chenilles sont pour la plupart d'anciens ruraux qui dans leur enfance en ont consommé ainsi que bien d'autres insectes. Aujourd'hui citadins pauvres, ils n'ont pas les moyens de s'acheter de la viande. Des industriels ont eu l'idée de leur vendre, séchées ou mijotées, les chenilles qui leur rappellent le village natal. En effet, moins chères que le bœuf et deux fois plus nourrissantes[réf. nécessaire].

## Noms vernaculaires

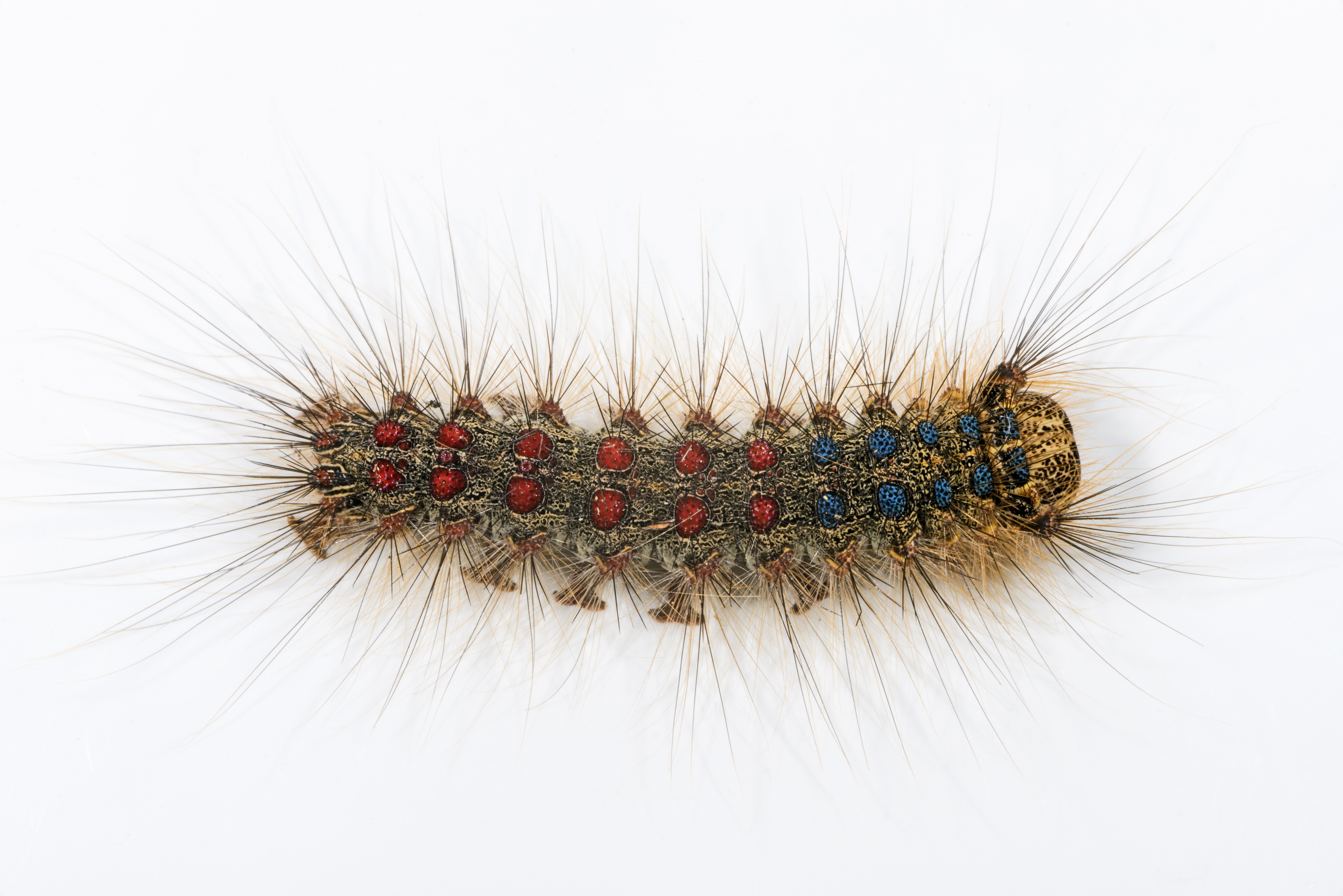
Une chenille du Bombyx disparate (Lymantria dispar)

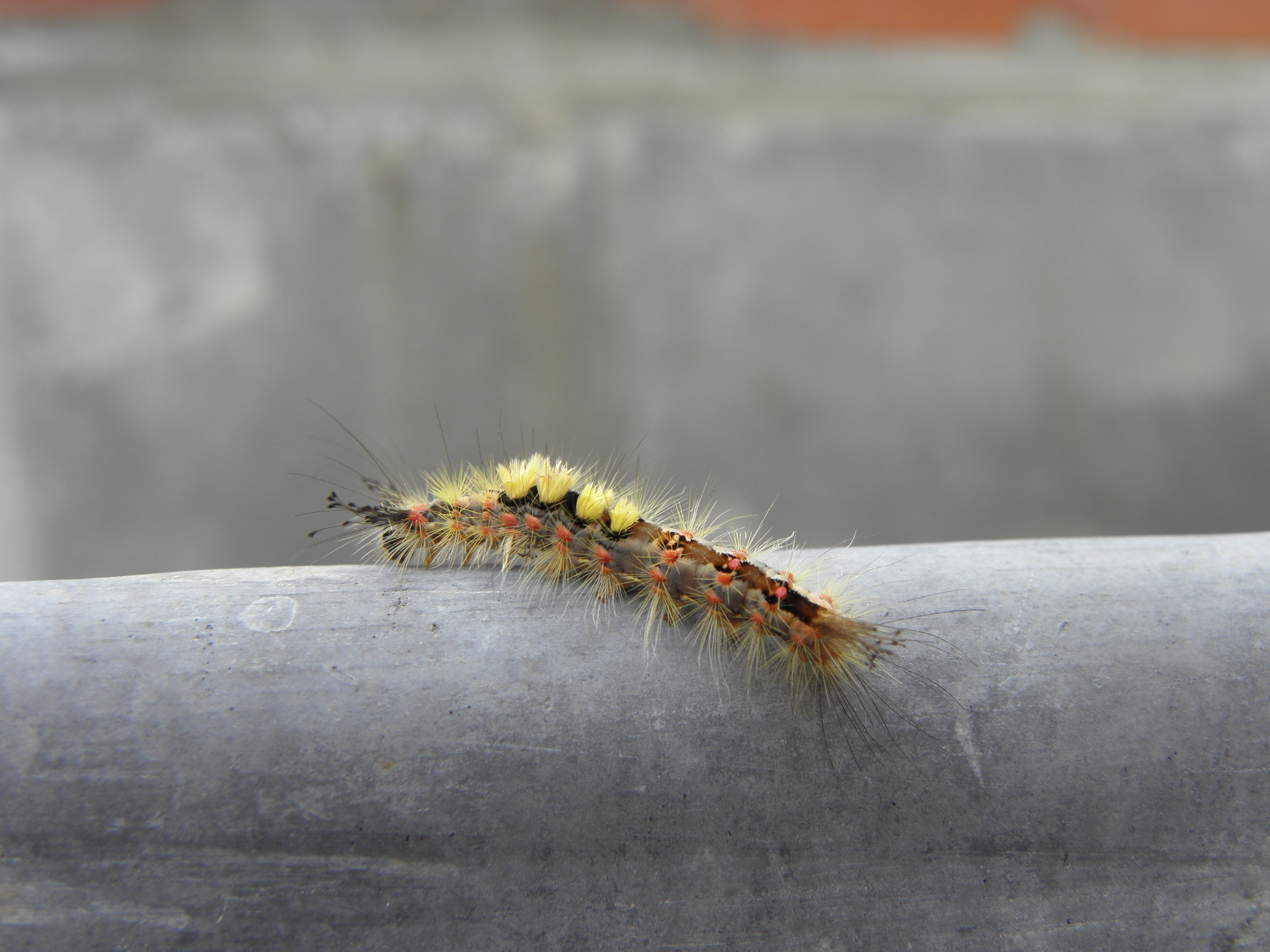
Une chenille d'Etoilée (Orgyia antiqua)

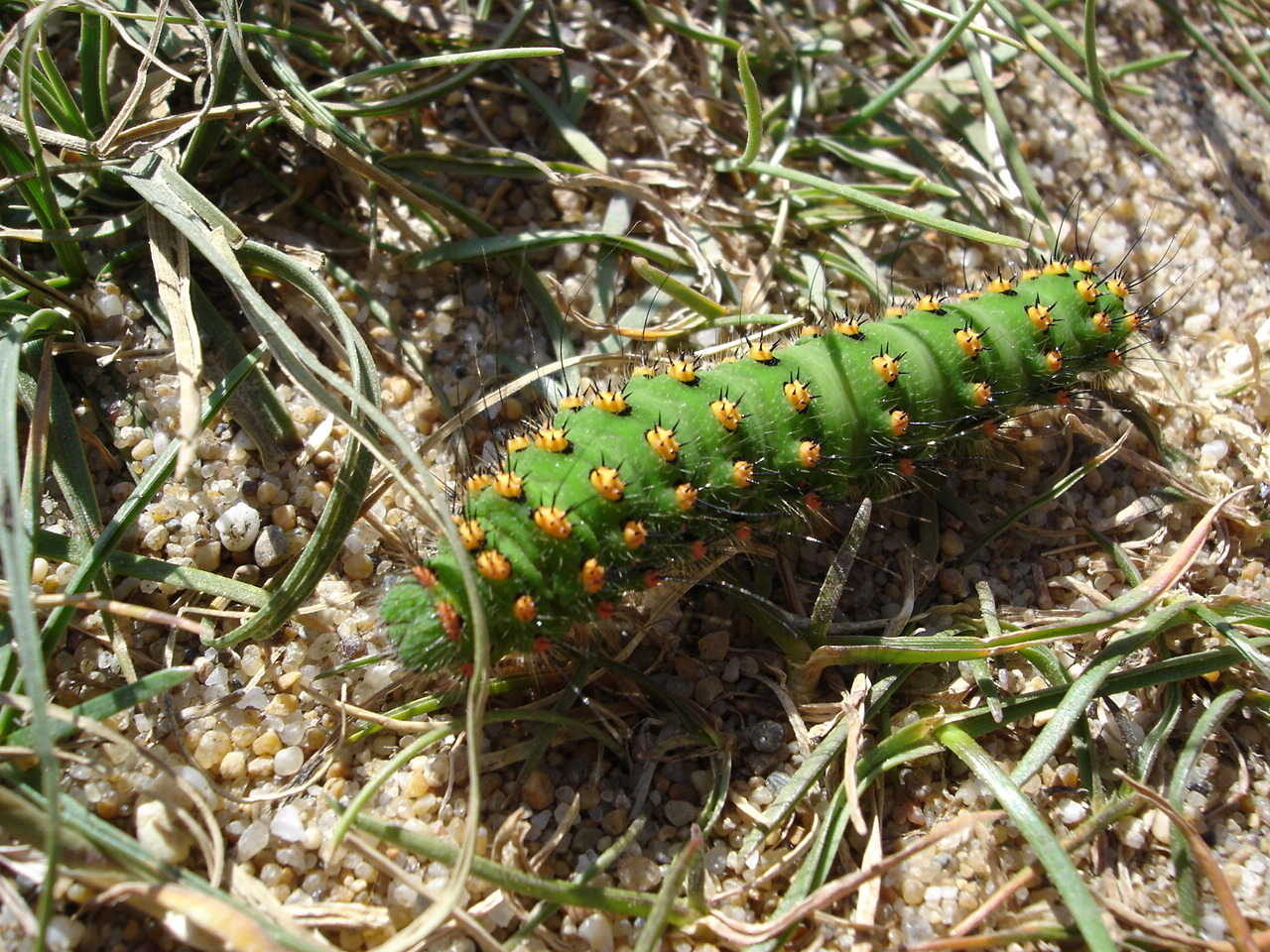
Chenille de Petit paon de nuit (Saturnia pavonia)

« Chenille » vient du latin canicula, petite chienne, en référence à l'allure de la tête de l'une et de l'autre.
Les chenilles, en tant que ravageur possèdent souvent un nom vernaculaire, repris pour nommer le papillon (l'adulte). Exemple non exhaustif de nom :
- Arpenteuse
  - Fausse-arpenteuse du chou, papillon nommé Noctuelle du chou (Trichoplusia ni Hübner)
  - Arpenteuse de l'airelle (Itame argillacearia Packard)
  - Arpenteuse bossue de la pruche (Ectropis crepuscularia)
  - Arpenteuse de Freeman (Nepytia freemani)
  - Arpenteuse de la pruche (Lambdina fiscellaria fiscellaria)
  - Arpenteuse de la pruche de l'Ouest (Lambdina fiscellaria lugubrosa)
  - Arpenteuse grise de l'épinette (Caripeta divisata)
  - Arpenteuse occidentale du chêne (Lambdina fiscellaria somniaria)
  - Arpenteuse rayée des forêts (Epirrita pulchraria)
  - Arpenteuse verte de la pruche (Nepytia phantasmaria)
  - Arpenteuse verte du mélèze (Macaria sexmaculata)
  - Arpenteuse verte du sapin (Cladara limitaria)
  - Arpenteuse tardive, papillon nommé Phalène brumeuse (Operophtera brumata L)
  - Arpenteuse verte veloutée (Epirrita autumnata)
  - Petite arpenteuse du pin (Eupithecia palpata)
- Carpocapse
  - Carpocapse des pommes et des poires (Cydia pomonella)
  - Carpocapse des châtaignes (Cydia triangulela)
- Diprion
  - Diprion de la pruche (Neodiprion tsugae)
  - Diprion du pin rouge (Neodiprion nanulus nanulus)
  - Diprion du pin sylvestre (Neodiprion sertifer)
  - Diprion du sapin (Neodiprion abietis)
- Écaille
  - Écaille du séneçon (Tyria jacobaeae L.)
- Féralie
  - Féralie joyeuse (Feralia jocosa)
- Foreur
  - Foreur du chou (Hellula undalis F.)
- Halisidote
  - Halisidote argentée (Lophocampa argentata)
- Chenille légionnaire
  - Chenille légionnaire noire (Actebia fennica Tauscher)
  - Chenille légionnaire africaine, (Spodoptera exempta Walker & Zimmerman)
  - Ver légionnaire de la betterave, (Spodoptera exigua)
  - Chenille Légionnaire uniponctuée
- Laineuse
  - Laineuse du prunellier (Eriogaster catax)
  - Laineuse du chêne (Eriogaster rimicola)
  - Laineuse du cerisier (Eriogaster lanestris)
- Lieuse
  - Lieuse de l'épinette (Coleotechnites atrupictella)
  - Lieuse du cyprès (Epinotia subviridis)
- Mineuse
- Chenille processionnaire
  - Chenille processionnaire du chêne (Thaumetopoea processionea L)
  - Chenille processionnaire de Bonjean
  - Chenille processionnaire pinivore
  - Chenille processionnaire du pin (Thaumetopoea pytocampa) ou plus communément processionnaire
  - Chenille processionnaire du pistachier ou solitaire (Thaumetopoea solitaria Freyer, 1838)
- Pique-bouton
  - Pique-bouton du rosier Pyrrhia umbra
- Spongieuse
  - Spongieuse (Lymantria dispar)
- Teigne (insecte)
  - Teigne des choux ou Teigne des crucifères), (Plutella xylostella L.)
  - Teigne ou Mineuse du marronnier
- Tisseuse
  - Tisseuse du bleuet (Croesia curvalana Kearfott)
- Tordeuse
  - Tordeuse à bandes obliques Choristoneura rosaceana
  - Tordeuse du bleuet (Aroga trialbamaculella Chambers)
  - Tordeuse à tête noire de l'épinette (Acleris variana)
  - Tordeuse à tête noire de l'Ouest (Acleris gloverana)
  - Tordeuse bisannuelle de l'épinette (Choristoneura biennis)
  - Tordeuse de l'épinette (Zeiraphera canadensis)
  - Tordeuse des citrus (Argyrotaenia citrana)
  - Tordeuse du mélèze (Zeiraphera improbana)
  - Tordeuse occidentale de l'épinette (Choristoneura occidentalis)
  - Tordeuse verte du chêne (Tortrix viridana)
- Ver
  - Ver du cotonnier, (Spodoptera littoralis Boisduval)
  - Ver gris, papillon nommé Noctuelle ypsilon, (Agrotis ipsilon Hufnagel)
  - Ver à soie, papillon nommé Bombyx du murier, (Bombyx mori L.)

Plus simplement nommée par la plante qu'elle ravage :
- Chenille de l'asperge

Par une description physique
- Chenille à bosse
  - Chenille à bosse orangée, (Symmerista leucitys)
- Chenille à houppes
  - Chenille à houppes blanches (Orgyia leucostigma Fitch.)
  - Chenille à houppes rousses (Orgyia antiqua)
  - Chenille à houppes du douglas (Orgyia pseudotsugata McDunnough)
- Chenille épineuse
  - Chenille épineuse du cotonnier (Earias biplaga et Earias insulana)
  - Chenille épineuse de l'orme, papillon nommé Morio, (Nymphalis antiopa L., 1758)

Dans le Nord de la France et en patois picard, on parle ou parlait de carplute ou caplute, càrpleuze ou capleuze, capluche ou capluque, caplure ou càrplu, cazèie, canilhe, cnilhe ou écnilhe, chnile ou échnile, olin·ne, ulin·ne, onin·ne. 
Le mot huelaine (ou honaine, el'holaine, houlaine, houlainne, huelainne...) a aussi désigné la chenille (on en trouve encore des traces dans les lieux-dits ou nom de rues de l'Avesnois).

## Culture scientifique
Pour les besoins de l'entomologie scientifique et parfois de l'agriculture, les naturalistes ont constitué des collections  iconographique et historique de papillons, mais aussi de chenilles dont la forme et l'aspect évolue au rythme de sa croissance. Et divers ouvrages ont été consacrés aux chenilles, dont par exemple une iconographie des chenilles par Philogene Auguste Joseph Duponchel en 1849, ou encore un  Catalogue des chenilles européennes connues publié par le naturaliste lépidoptériste Georges Roüast en 1883.

## Culture populaire
La chenille se retrouve dans la culture populaire sous diverses formes et via différents supports :
- la chenille dans Les Aventures d'Alice au pays des merveilles ;
- Ploom est une marionnette chenille d'André Tahon, dans Les Marottes de Monsieur André, théâtre des marionnettes ;
- dans l'univers Pokémon, Chenipan est inspirée de la chenille de l'espèce Papilio troilus ;
- la chanson La Chenille et la danse associée.